# スジエビ
スジエビ（条蝦、筋蝦、学名：Palaemon paucidens）は、テナガエビ科に分類されるエビの1種。日本とその周辺地域（南東シベリア、サハリンなど）に分布する陸水エビ（淡水性のエビ）で、釣り餌や食用に利用される。
広義にはスジエビ属 Palaemon に分類されるエビ類の総称としても用いられるが、日本産の種類のうち淡水産なのはスジエビくらいで、ほとんどの種類が汽水域や浅い海に生息する。

## 特徴
体長はオス35mm、メス50mmほどで、メスの方が大きい。体には7条の黒褐色帯模様が各所に入り、和名もここに由来する。帯模様の太さは個体や地域で若干の変異がある。生きているときは体がほぼ透明で内臓が透けて見えるが、瀕死になったり、死ぬと体が白く濁る。体型は紡錘形で、頭胸甲・腹部の境界と腹部中央（いわゆる「腰」）が曲がり、頭部が上向き、尾部が下向きになっている。
額角は細長い葉状で、眼柄や触角、5対の歩脚も細長い。歩脚のうち前の2対は先端にはさみがある鋏脚となっている。
テナガエビ類に近縁で、テナガエビ類の若い個体とスジエビはよく似ているが、テナガエビ類には複眼後方の頭胸甲上に「肝上棘」（かんじょうきょく）という前向きの棘があり、肝上棘がないスジエビと区別できる。また、同じく淡水にすむヌマエビ類とは大きさが同じくらいで混同されることもあるが、スジエビは明らかに脚が長く、上から見ると複眼が左右に飛び出している。

## 分布と生息環境
樺太、択捉島、国後島、北海道から九州、種子島、屋久島、朝鮮半島南部まで分布する。国内に生息する淡水性エビとしては最も地理的分布が広い種。
川や池などの淡水域に生息するが、汽水域にもまれに生息する。釣り餌として利用されることもあり本来分布していなかった水域に持ちこまれ、分布を広げることもある。

### 移入
南西諸島のトカラ列島以南には分布しなかったが、1975年、沖縄島西原町の池田ダムで最初に確認された。侵入経路としては、コイの養殖種苗と共に関西方面から持ち込まれたと考えられている。1997年時点では沖縄島中部の幾つかの河川とダムで確認されている。沖縄島には本種は分布せず、代わりにテナガエビ類が河川にいる。この種がそれらを押しのけて定着出来た理由は幾つか挙げられる。例えば比屋良川の場合、川の下流域の汚染がひどく、幼生期に海に下るテナガエビ類は遡上出来ないのに対して、本種は淡水域で生活史を終えられるために定着が可能であった。そのため、その上流の貯水池やダムでもテナガエビ類はおらず、侵入が容易だったと思われる。

## 生態
昼間は石の下や水草、抽水植物の茂みの中にひそみ、夜になると動きだす。藻類や水草も食べるが、食性はほぼ肉食性で、水生昆虫や他の小型甲殻類、貝類、ミミズなど様々な小動物を捕食する。大きな個体はメダカなどの小魚を捕食することもある。動物の死骸にもよく群がり、餌が少ないと共食いもする。餌を食べる際は鋏脚で餌を小さくちぎり、忙しく口に運ぶ動作を繰り返す。また、小さな塊状の餌は歩脚と顎脚で抱えこみ、大顎で齧って食べる。一方、天敵はスッポンなどの淡水性カメ類、ウナギ、コイ、ナマズ、ブラックバスなどの淡水魚、サギなどの鳥類、イタチ、タヌキなどの哺乳類がいる。

## 生活史
繁殖期は春から秋までで、初夏に盛んに産卵する。交尾行動は夕方から夜間で交尾を終えたメスは直径1mm-2mmほどの緑褐色の卵を複数回に分けて産卵する。この卵はテナガエビ類やヌマエビ類に比べて大粒・少数である。産卵したメスは卵を腹肢にかかえ、1ヶ月ほど保護する。卵から孵化した幼生はゾエア幼生の形態で、20-30日ほどのプランクトン生活をした後に体長5mmほどの稚エビとなって着底する。寿命は2-3年ほどである。産卵周期は日長時間とは関係が無く、水温に依存している。
スジエビ類は発生に塩分を必要とせず、ミナミヌマエビと同じく閉鎖した淡水でも繁殖できるが、幼生期に淡水中での生存率が大きく低下するタイプと、淡水でも塩分ありでも生存するタイプが報告されている。
淡水中で生存率が低下するタイプでは希釈海水中で高い生存率を示すが、100%海水中では生存しない。

## 利用
日本では各地でモエビ（藻蝦）、カワエビ（川蝦）などと呼ばれ、淡水域では比較的馴染み深いエビとなっている。
セルビン、タモ網などで漁獲され、唐揚げや佃煮、菓子など食用に利用される。殻も軟らかく、食用の際はまるごと使用される。滋賀県には、琵琶湖産のスジエビと大豆を煮たえび豆という郷土料理がある。ただし他の淡水性甲殻類と同様に寄生虫の危険があり、生食はされない。食用の他にも釣りなどの活餌として利用され、地方や時期によってはヌマエビ類などと共に釣具店で多数販売される。メバルやクロダイ、ブラックバス、タイ等を釣る餌として、シラサエビという名で知られる。

## 飼育・養殖
飼育自体は難しくなく、魚用の固形飼料（市販の淡水魚の餌の沈澱物）なども食べる。食性は肉食の強い雑食性で苔なども食べるが、メダカなどの小さな魚を一緒に飼うと捕食してしまい、餌不足ともなれば共食いも起こるので注意が必要である。小さな水槽で一度に多数を飼育すると徐々に個体数が減るので、むしろ個体数を少なく抑えた方が長期飼育できる。飼育下で産卵させるのは容易だが、幼生や稚エビも共食いするし、親エビによる捕食もある。一般に他種との混泳には向かない。稚エビの頃はヌマエビとの区別が難しく、ときにはヌマエビに混じって販売されているケースもあり、肉食性が強いのでそのままヌマエビと一緒に育てるとヌマエビを捕食してしまう。
水産資源化の可能性を探るために養殖試験が行われた事もある。

### ホタルエビ
1994年に琵琶湖で生け簀中のスジエビが発光するのが発見され、『ホタルエビ』としてマスコミをにぎわした。これは発光細菌の感染によるエビの伝染性光り病によるものであった。

## 近縁種

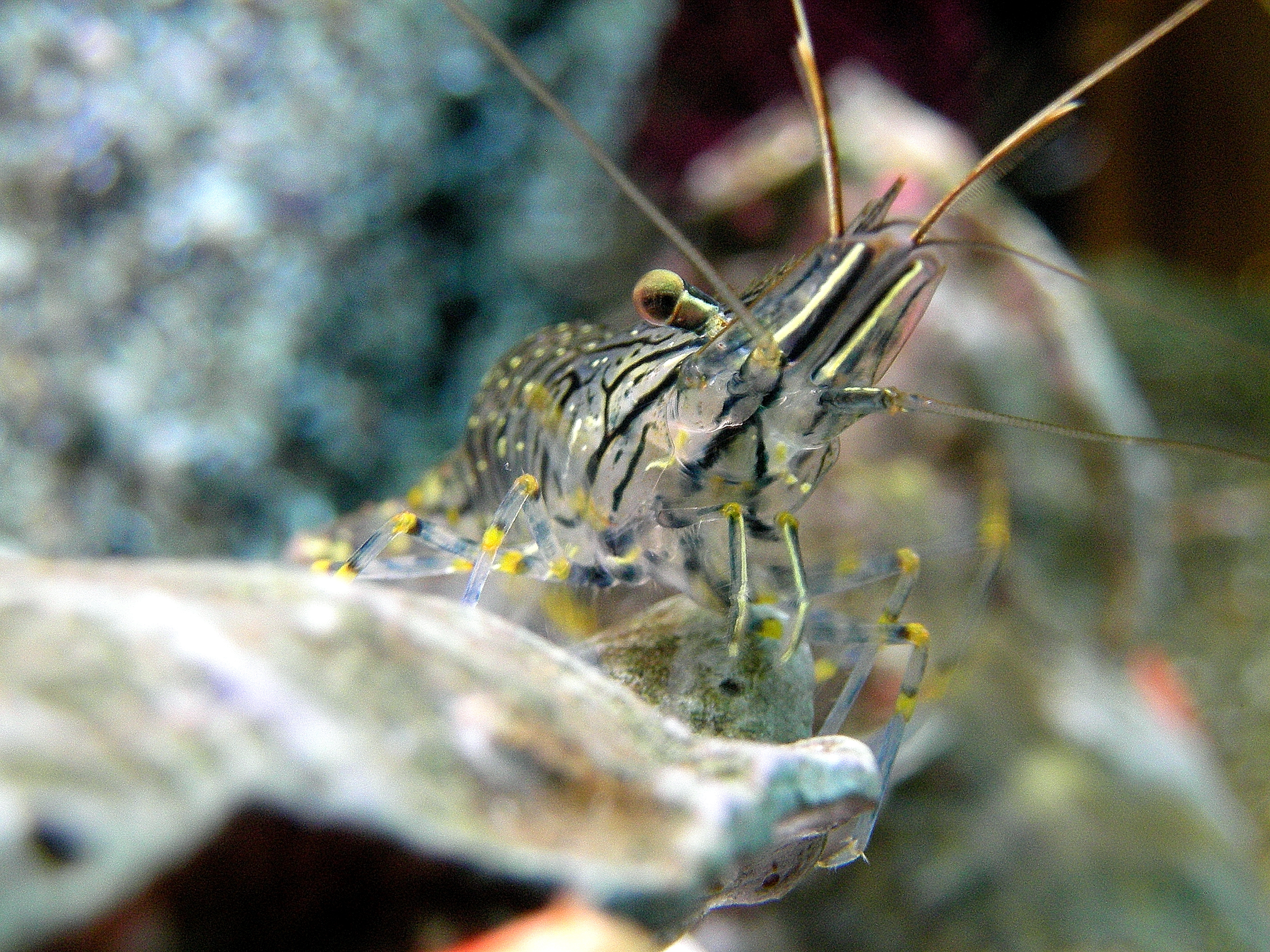
海産スジエビの1種 。ヨーロッパ沿岸に分布する

スジエビ属 Palaemon は汽水域や海岸付近の浅い海に多くの種類が生息し、スジエビと同様に活餌や食用で利用される。
イソスジエビとスジエビモドキの2種類は日本全国の海岸でよく見られる。
イソスジエビ Palaemon pacificus (Stimpson, 1860)
体長70mmほどに達し、スジエビよりも大型。体の黒条はスジエビより明瞭で数も多い。また、黒条の他に白い斑点も散在する。インド洋と西太平洋に広く分布する。外洋に面した水のきれいな岩礁海岸に多く、海藻の間や岩陰に多数見られる。タイドプールや埠頭などで目にする機会も多い。
スジエビモドキ P. serrifer (Stimpson, 1860)
体長40mmほど。イソスジエビより小型で、体には黒条が少なく、ほとんど透明である。シベリア東岸からハワイ、インドシナ半島までの北西太平洋沿岸に広く分布する。イソスジエビとほぼ同所的に生息するが、汽水域や内湾ではイソスジエビよりも多い。
他に日本産のスジエビ類として以下のような種類がいる。
- イッテンコテナガエビ P. concinnus Dana, 1852
- スネナガエビ P. debilis Dana, 1852
- ナイカイスジエビ P. gravieri Yu, 1930
- ユビナガスジエビ P. macrodactylus Rathbun, 1902
- オガサワラコテナガエビ P. ogasawaraensis Kato et Takeda, 1981
- アシナガスジエビ P. ortmanni Rathbun, 1902
- キタノスジエビ P. septemtrionalis Katogi et al, 2019
- チュウゴクスジエビ P. sinensis Sollaud, 1911
- オキソコスジエビ P. yamashitai Fujino et Miyake[12], 1970